# Онайда (Іллінойс)
Онайда (англ. Oneida) — місто (англ. city) в США, в окрузі Нокс штату Іллінойс. Населення — 696 осіб (2020).

## Географія
Онайда розташована за координатами 41°4′19″ пн. ш. 90°13′29″ зх. д. / 41.07194° пн. ш. 90.22472° зх. д. (41.072035, -90.224626).  За даними Бюро перепису населення США в 2010 році місто мало площу 1,97 км², уся площа — суходіл.

## Демографія
Згідно з переписом 2010 року, у місті мешкало 700 осіб у 281 домогосподарстві у складі 197 родин. Густота населення становила 355 осіб/км².  Було 310 помешкань (157/км²).
Расовий склад населення:
| - 98,9 % — білих - 0,3 % — чорних або афроамериканців - 0,1 % — азіатів |

До двох чи більше рас належало 0,4 %. Частка іспаномовних становила 1,1 % від усіх жителів.
За віковим діапазоном населення розподілялося таким чином: 27,0 % — особи молодші 18 років, 55,0 % — особи у віці 18—64 років, 18,0 % — особи у віці 65 років та старші. Медіана віку мешканця становила 41,5 року. На 100 осіб жіночої статі у місті припадало 89,2 чоловіків;  на 100 жінок у віці від 18 років та старших — 90,7 чоловіків також старших 18 років.
Середній дохід на одне домашнє господарство  становив 64 456 доларів США (медіана — 60 556), а середній дохід на одну сім'ю — 70 587 доларів (медіана — 63 958). Медіана доходів становила 46 875 доларів для чоловіків та 38 194 долари для жінок. За межею бідності перебувало 4,9 % осіб, у тому числі 5,0 % дітей у віці до 18 років та 2,3 % осіб у віці 65 років та старших.
Цивільне працевлаштоване населення становило 355 осіб. Основні галузі зайнятості: освіта, охорона здоров'я та соціальна допомога — 20,3 %, транспорт — 14,6 %, виробництво — 13,8 %.